# Saint-Frégant
Saint-Frégant is een gemeente in het Franse departement Finistère (regio Bretagne). De plaats maakt deel uit van het arrondissement Brest. Saint-Frégant telde op 1 januari 2022 870 inwoners.

## Geografie
De oppervlakte van Saint-Frégant bedroeg op 1 januari 2022 8,41 vierkante kilometer; de bevolkingsdichtheid was toen 103,4 inwoners per km².

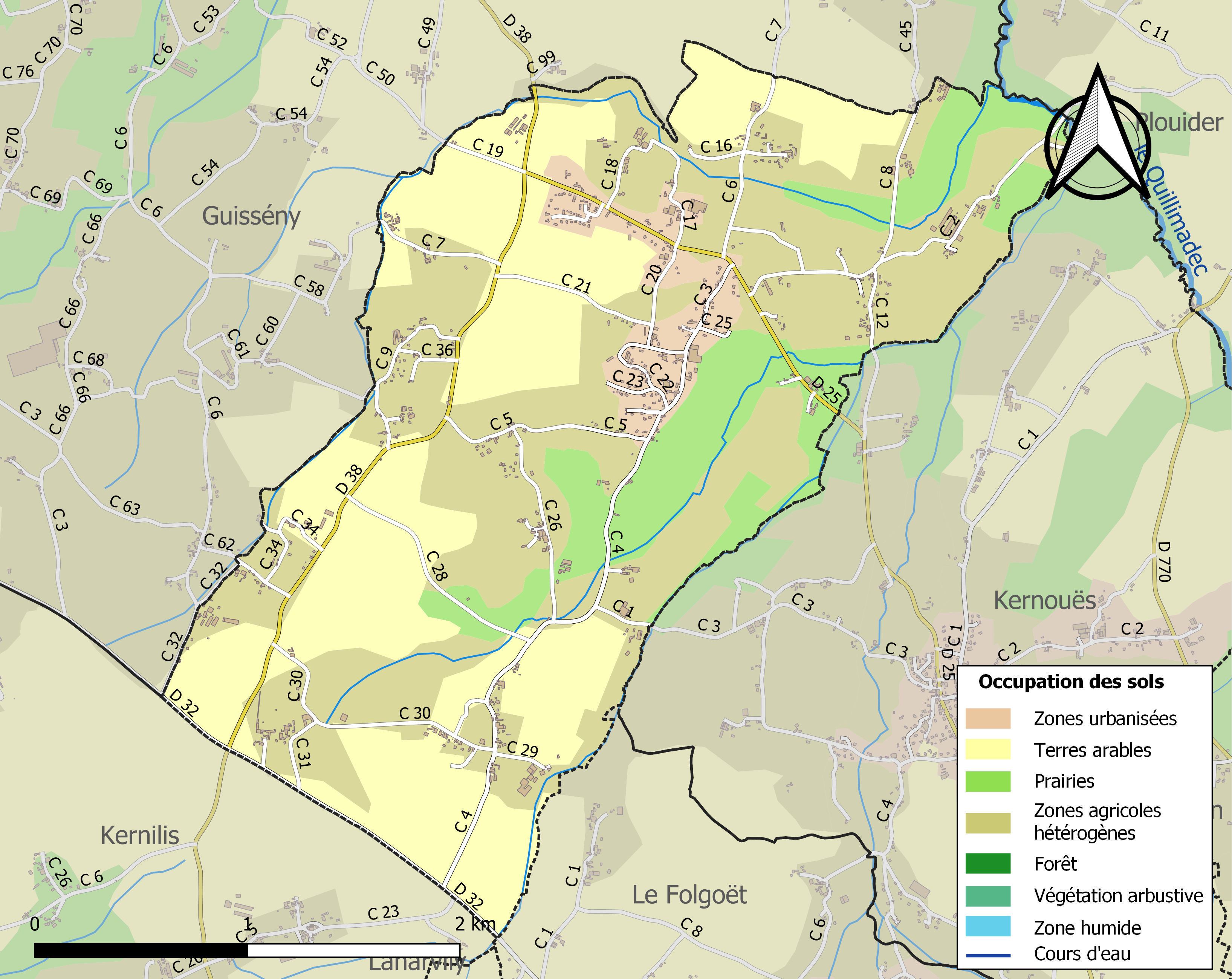
Kaart van de gemeente met belangrijkste infrastructuur, bodemgebruik en omliggende gemeenten

## Demografie
Onderstaande figuur toont het verloop van het inwonertal (bron: INSEE-tellingen).